# Cassagnaïta
La cassagnaïta és un mineral de la classe dels silicats. Va ser anomenada en honor de la mina Cassagna, la seva localitat tipus.

## Característiques
La cassagnaïta és un sorosilicat de fórmula química Ca₄Fe3+
4V3+
2(OH)₆O₂(Si₃O10)(SiO₄)₂. Cristal·litza en el sistema ortoròmbic.
Segons la classificació de Nickel-Strunz, la cassagnaïta pertany a «09.BJ: Estructures de sorosilicats amb anions Si₃O10, Si₄O11, etc.; cations en coordinació octaèdrica [6] i major coordinació» juntament amb els següents minerals: orientita, rosenhahnita, trabzonita, thalenita-(Y), fluorthalenita-(Y), tiragal·loïta, medaïta, ruizita, ardennita-(As), ardennita-(V), kilchoanita, kornerupina, prismatina, zunyita i hubeïta.

## Jaciments
La cassagnaïta va ser descoberta a la mina Cassagna, a Ne (Província de Gènova, Ligúria Itàlia).